# Greg Moore
Greg Moore (ur. 22 kwietnia 1975 w New Westminster, zm. 31 października 1999 w Fontanie) – kanadyjski kierowca wyścigowy. W latach 1996–1999 ścigał się w serii CART. 

## Życiorys
Urodził się w New Westminster, w Kolumbii Brytyjskiej jako syn Donny i Rica. Jego ojciec był właścicielem salonu Chrysler w Maple Ridge, niedaleko Vancouver i ścigał się w serii Can-Am. Miał dwójkę rodzeństwa: brata i siostrę. Uczęszczał do Meadowridge School i Pitt Meadows Secondary School, którą ukończył w 1993.

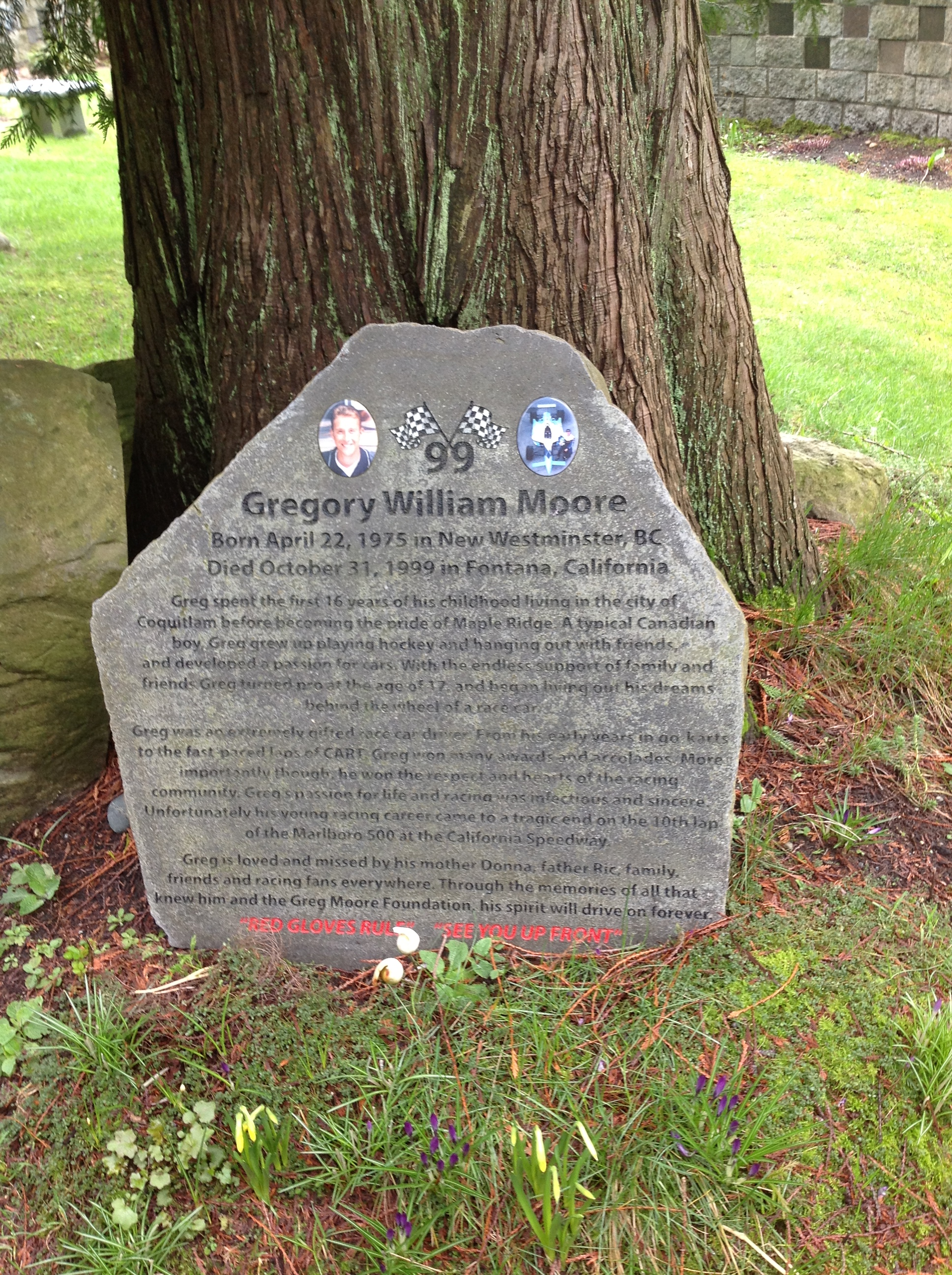
Nagrobek na cmentarzu Robinson Memorial Park

Zginął w wypadku podczas ostatniego wyścigu sezonu 1999, na owalnym torze California Speedway w Fontanie.
Po jego śmierci numer 99, z którym ścigał się na samochodzie, został zastrzeżony w wyścigach CART.

## Starty w karierze
| Sezon | Seria       | Zespół            | Starty | PP | Zwyc. | Punkty | Pozycja |
| ----- | ----------- | ----------------- | ------ | -- | ----- | ------ | ------- |
| 1993  | Indy Lights | Greg Moore Racing | 12     | 0  | 0     | 64     | 9.      |
| 1994  | Indy Lights | Greg Moore Racing | 12     | 2  | 3     | 154    | 3.      |
| 1995  | Indy Lights | Forsythe Racing   | 12     | 7  | 10    | 242    | 1.      |
| 1996  | CART        | Forsythe Racing   | 16     | 0  | 0     | 84     | 9.      |
| 1997  | CART        | Forsythe Racing   | 17     | 0  | 2     | 111    | 7.      |
| 1998  | CART        | Forsythe Racing   | 19     | 4  | 2     | 141    | 5.      |
| 1999  | CART        | Forsythe Racing   | 20     | 1  | 1     | 97     | 10.     |